# Sayligul (cràter)
Sayligul és un cràter d'impacte en el planeta Venus de 4,3 km de diàmetre. Porta el nom d'un antropònim tadjik, i el seu nom va ser aprovat per la Unió Astronòmica Internacional el 1997.